# Вішнугупта II
Вішнугупта II  — правитель держави Пізніх (Східни) Гуптів.

## Життєпис
Син маграджахіраджи Девагупти. Посів трон близько 700 року. Відомості про його панування вкрай обмеженні. Припускають, що змушений був протистояти амбіціям Сур'яварману, магараджі Каннауджа. Є згадка, що 703 року війська тибетського ценпо Дудсрона або Меагцома зайняли Західну Маґадгу (сучасний Біхар). Також було втрачено вплив на держави Камарупа, Ванга і Саматата.
Помер 715 або 717 року. Йому спадкував син Джівітагупта II.